# 茅利塔尼亞假鯊鰩
茅利塔尼亞假鯊鰩（學名：Rhynchorhina mauritaniensis），為軟骨魚綱犁頭鰩目圓犁頭鰩科假鯊鰩屬的其中一種，被IUCN列為極危保育類動物，分布於東北大西洋茅利塔尼亞外海海域，深度16至37公尺，本魚頭部有點扁平，吻端寬圓至略呈四邊形，尾巴下緣各有一個皮褶，背鰭2個，大且呈鐮狀，尾鰭有明顯的上葉和下葉，氣孔後緣有明顯的真皮褶2條，鼻孔很大且傾斜，與口分開，前鼻瓣較小，顎部適度起伏，約有66-72排牙齒，眼眶前有一排小刺和刺，向後延伸至氣孔，從頸背到第一背鰭有大約36個大尖刺，背鰭之間有6個，背部呈灰色至綠色，有許多白色眼狀斑點，腹側吻端有一個大的黑色橫斑，體長可達224公分，棲息於沿海淺水海域，為底棲性魚類，肉食性，卵胎生，生活習性不明。